# Magne Rommetveit

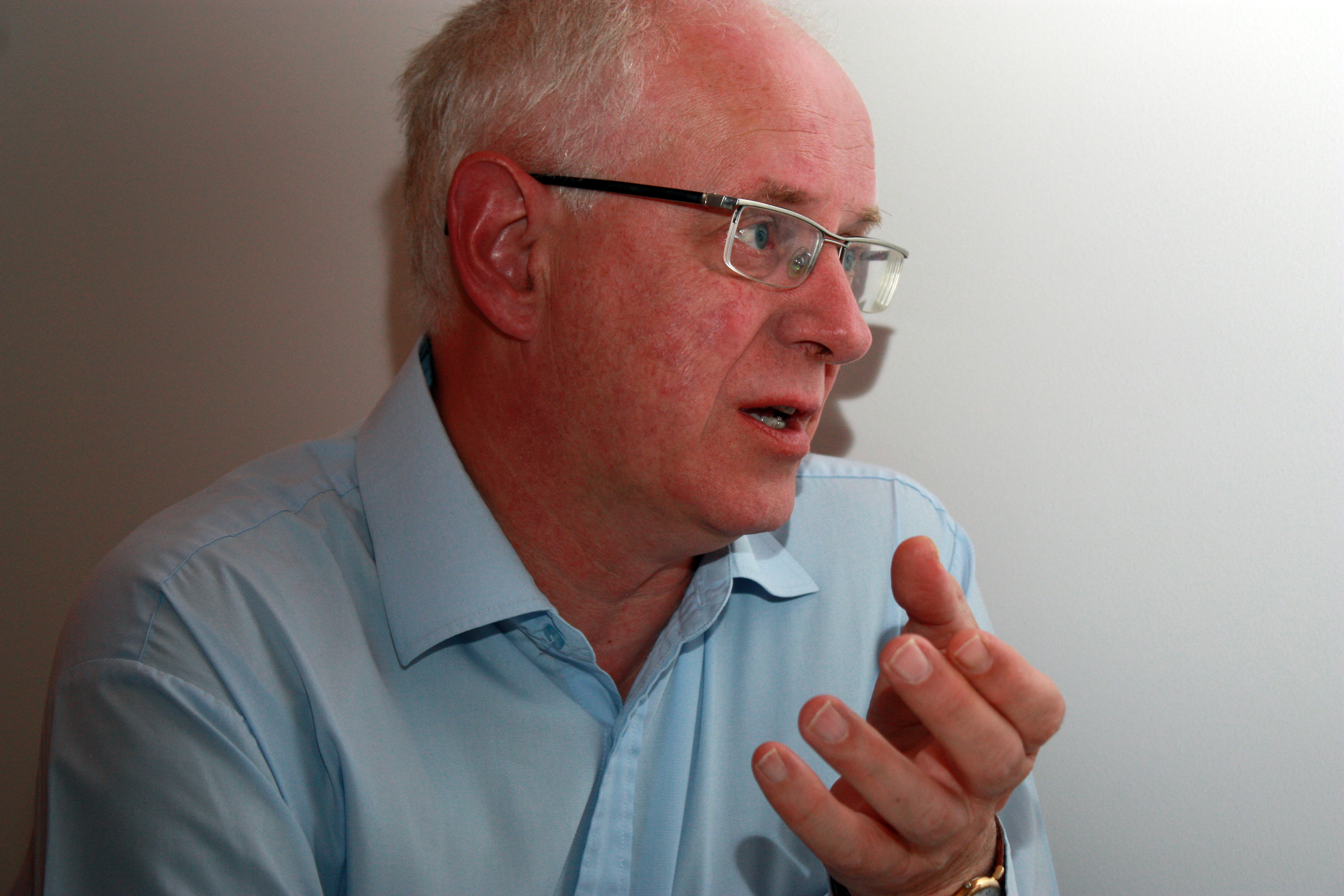
Magne Rommetveit, 2010

Magne Rommetveit (* 27. April 1956 in Time) ist ein norwegischer Politiker der sozialdemokratischen Arbeiderpartiet (Ap). Von 2009 bis 2021 war er Abgeordneter im Storting.

## Leben
Nach dem Abschluss am Gymnasium von Bryne im Jahr 1975 studierte Rommetveit von 1977 bis 1978 ein Jahr an der Rogaland distrikshøgskole und von 1978 bis 1981 Lehramt in Stord. In den Jahren 1975 bis 1997 war er als Bauarbeiter tätig, anschließend bis 1998 als Wächter im Gefängnis von Åna. In den Jahren 1983 bis 2007 saß er im Kommunalparlament von Stord, ab 1991 war er dabei der Bürgermeister der Gemeinde. Danach arbeitete er bis 2009 als Chef der Kommunalverwaltung.
Rommetveit zog bei der Parlamentswahl 2009 erstmals in das norwegische Nationalparlament Storting ein. Dort vertrat er den Wahlkreis Hordaland und wurde zunächst Mitglied im Ausschuss für Verkehr, Post und Telekommunikation. Dort verblieb er auch nach der Wahl 2013. Im Anschluss an die Stortingswahl 2017 ging er in den Kontroll- und Verfassungsausschuss über. Zudem wurde er im Oktober 2017 zum dritten Vizepräsidenten des Parlaments gewählt.
Im Mai 2020 erklärte er, bei der Wahl 2021 nicht erneut um einen Sitz im Storting kandidieren zu wollen. In der Folge schied er im Herbst 2021 aus dem Parlament aus.